# Florent Éléléara
Florent Éléléara, né le 3 juin 1979 à Le Port sur l'île de La Réunion, est un joueur français de basket-ball. Il joue au poste de meneur.

## Clubs
- 1997-1998 :  Dijon (Pro A)
- 1998-2002 :  Châlons-en-Champagne (Pro B) - (Pro A)
- 2002-2004 :  Mulhouse (Pro B)
- 2004-2005 :  Beauvais (Pro B)
- 2005-2007 :  Besançon (Pro B) - (Pro A)
- 2007-2009 :  Boulazac (Pro B)
- 2009-2010 :  Souffelweyersheim (Nationale masculine 2)

## Équipe nationale
- Médaille d'argent au championnat d'Europe juniors 1996